# Limaciniopsis rollandiae
Limaciniopsis rollandiae är en svampart som beskrevs av J.M. Mend. 1925. Limaciniopsis rollandiae ingår i släktet Limaciniopsis, ordningen Capnodiales, klassen Dothideomycetes, divisionen sporsäcksvampar och riket svampar.   Inga underarter finns listade i Catalogue of Life.